# Dick Lane
Richard Dick Lane (* 16. April 1928 in Austin, Texas; † 29. Januar 2002 ebenda) war ein US-amerikanischer American-Football-Spieler auf der Position des Cornerbacks. Er spielte für die Los Angeles Rams, Chicago Cardinals und die Detroit Lions in der National Football League (NFL).

## Herkunft
Die leibliche Mutter von Dick Lane war eine Prostituierte und sein Vater, Nickname Texas Slim, Zuhälter. Im Alter von drei Monaten wurde er in Zeitungspapier eingewickelt in einer Mülltonne ausgesetzt und dort von seiner späteren Adoptivmutter, Ella Lane, die sein Schreien zunächst für die Geräusche einer Katze hielt, gefunden. Seine Adoptivmutter hatte noch zwei weitere Kinder und war Witwe. Lane wuchs unter ärmlichen Bedingungen auf und erhielt eine strenge Erziehung. Auch körperliche Züchtigung wurde als Erziehungsmittel eingesetzt. Seinen ersten Spitzname Cue Ball erhielt er, weil er einem Jungen, der vor ihm davonrannte, einen Ball an den Hinterkopf warf und dieser daraufhin zu Boden ging.
Bereits auf der Highschool in Austin spielte er American Football. Obwohl er auf der Anderson High School neben American Football auch Basketball spielte, blieb er dem American Football verbunden. Nach einem Jahr auf dem College schloss er sich 1948 für vier Jahre der US Army an. Stationiert war er in Fort Ord. Dort konnte er für seine Einheit auch American Football spielen. Nachdem er das Militär wieder verlassen hatte, arbeitete er in einer Flugzeugfabrik. Da er geheiratet hatte, war er nach seinen eigenen Angaben damals dringend auf einen Job angewiesen. Er fand eine Arbeitsstelle bei der Republic Aviation Company und war dort an der Montage der Republic F-84 beteiligt, einer Arbeit, die ihm allerdings keine Befriedigung verschaffte.

## Laufbahn
1952 begab er sich zum Büro des amtierenden NFL Meisters, den Los Angeles Rams. Bei einem Spiel seiner Armeemannschaft war er einem Scout der Rams aufgefallen. Er legte dabei Zeitungsausschnitte mit Spielberichten seiner früheren Amateurmannschaften vor und bat darum, am Trainingscamp der Rams teilnehmen zu dürfen. Die Möglichkeit dazu wurde ihm eingeräumt. Dabei konnte er seinen Trainer Joe Stydahar überzeugen und erhielt einen Vertrag. Sein erstes Gehalt betrug 4500 Dollar jährlich. Obwohl er zunächst auf der Position eines Ends eingesetzt werden sollte und wollte, entschloss man sich in Los Angeles, ihn als linken Cornerback einzusetzen, zumal die Rams mit Tom Fears und Elroy Hirsch bereits zwei gute Stammspieler auf dieser Position hatten. Seine Rückennummer 81, die üblicherweise von einem End getragen wird, behielt er bei. Tom Fears war es auch, dem er seinen zweiten Spitznamen Night Train zu verdanken hatte. Fears war sein Mentor bei den Rams und spielte ständig die Schallplatte Night Train von Jimmy Forrest. Ein Mitbewohner von Fears versah Lane dann mit dem Spitznamen Night Train, da immer, wenn Lane den Raum betrat, Fears diese Schallplatte abspielte. Nachdem Lane bei einem Vorbereitungsspiel einen Gegenspieler mit einem Tackle von den Beinen geholt hatte, wurde der Musiktitel in der Öffentlichkeit schnell zum Spitznamen von Lane.
Bereits in seinem Rookiejahr entwickelte sich Lane zu einem respektierten Defense-Spieler. Insbesondere seine Angriffe gegen den Kopf oder das Genick eines Gegenspielers waren gefürchtet. Der sogenannte Night Train Necktie ist heute eine verbotene Abwehrtechnik. Lane gelangen im ersten Jahr 14 Interceptions. Noch heute stellt dies einen Rekord für Rookiespieler dar, was besonders erstaunlich ist, da die Regular Season im Gegensatz zu den heutigen Spielrunden in 12 anstatt in 17 Spielen ausgetragen wurde. Mit seiner Mannschaft konnte er in die Play-offs einziehen, wo sie allerdings an den Detroit Lions mit 31:21 scheiterte.
Nach zwei Jahren bei den Rams wurde er zusammen mit seinen Mitspielern Don Paul und Volney Peters im Austausch gegen Len Teeuws und Robert Morgan an die Chicago Cardinals abgegeben. Mit zehn abgefangenen Pässen hielt er 1954 die Saisonbestleistung für die Mannschaft aus Chicago. 1960 wechselte Lane zu den Detroit Lions. Nach zwei schwächeren Spielzeiten 1964 und 1965, Lane wurde durch eine Knieverletzung behindert, beendete er 1965 in Detroit seine Laufbahn.
Während seiner Laufbahn gelangen ihm neben seinen fünf Touchdowns, die er durch Interceptions erzielte, noch zwei weitere Touchdowns. Eine Meisterschaft konnte Lane mit seinen Mannschaften nie gewinnen.

## Nach der Laufbahn
Lane war nach seiner Spielerlaufbahn kurzzeitig als Roadmanager für den Comedian Redd Foxx tätig. Danach wurde er Trainer an der Central State University in Ohio und Trainer der Southern University in Baton Rouge, Louisiana. Ferner beaufsichtigte er ein Sportprogramm der Polizei von Detroit.

## Ehrungen
Lane wurde siebenmal in den Pro Bowl gewählt und ist Mitglied im NFL 75th Anniversary All-Time Team, in der Texas Sports Hall of Fame und im NFL 1950s All-Decade Team. 1974 wurde er in die Pro Football Hall of Fame aufgenommen. 1969 wurde er von der amerikanischen Presse zum besten Cornerback in den ersten 50 Jahren des Bestehens der NFL gewählt. 1999 erfolgte dann durch die Journalisten der Zeitung The Sporting News die Wahl zu einem der 100 besten Footballspieler aller Zeiten.
Im Jahr 2009 wurde Dick Lane zudem von NFL Network zum zweitmeistgefürchtetsten Tackler aller Zeiten gewählt und musste sich nur Linebacker Dick Butkus von den Chicago Bears geschlagen geben.

## Abseits des Spielfelds
Der Jazzfan Lane war dreimal verheiratet, unter anderem mit der Sängerin Dinah Washington, deren siebter und letzter Ehemann er vor ihrem Tod war. Ihr Trauzeuge war der Basketballstar Wilt Chamberlain. Die Musikerin war bereits vor ihrer Ehe mit Lane alkohol- und drogenabhängig. Lane fand 1963 seine Frau bewusstlos auf. Neben ihr stand eine Flasche mit Diätpillen. Diese hatte sie offensichtlich zusammen mit Alkohol eingenommen. Dinah Washington starb im Alter von 39 Jahren.
In dem Film Paper Lion spielte er sich, neben zahlreichen anderen NFL-Stars und den beiden Hauptdarstellern Alan Alda und Lauren Hutton, im Jahr 1968 selbst.
Lane litt zuletzt an zahlreichen Krankheiten und an den Verschleißerscheinungen, die der Profisport bei ihm verursacht hatte. Er hatte Diabetes und war schwer gehbehindert. In den letzten Jahren lebte er verarmt in einem Pflegeheim. Die NFL zahlte ihm eine Rente von monatlich 200 Dollar. Noch in seiner Todesnacht hörte er Jazz. Er starb an einem Herzinfarkt und hinterließ zwei Söhne. Lane wurde auf dem St. Austin National Cemetery in Austin beerdigt.

## Quelle
- Jens Plassmann: NFL – American Football. Das Spiel, die Stars, die Stories (= Rororo 9445 rororo Sport). Rowohlt, Reinbek bei Hamburg 1995, ISBN 3-499-19445-7.